# Rao Shushi
Rao Shushi (ur. 1903, zm. 2 marca 1975) – chiński polityk komunistyczny.
Członek KPCh od 1924 roku, w latach 1945–1954 członek KC. W okresie od 1949 do 1952 roku pierwszy Sekretarz Biura KC do spraw Chin Wschodnich, następnie od 1953 roku kierownik Wydziału Organizacyjnego KC.
W lutym 1954 roku oskarżony o spiskowanie z Gao Gangiem w celu przejęcia władzy, usunięty ze wszystkich stanowisk i aresztowany. Do końca życia przebywał w więzieniu.